# Episodi di Professor T. (serie televisiva britannica) (seconda stagione)
La seconda stagione della serie televisiva Professor T., composta da sei episodi, è stata sulla in prima visione assoluta canale britannico ITV dal 16 settembre al 28 ottobre 2022.
In Italia, la stagione è stata trasmessa in prima visione assoluta su Rai 2 dal 28 luglio al 11 agosto 2023.
| n° | Titolo originale  | Titolo italiano        | Prima TV UK       | Prima TV Italia |
| -- | ----------------- | ---------------------- | ----------------- | --------------- |
| 1  | Ring of Fire      | Anello di fuoco        | 16 settembre 2022 | 28 luglio 2023  |
| 2  | The Mask Murders  | Omicidi in maschera    | 23 settembre 2022 | 28 luglio 2023  |
| 3  | The Family        | La famiglia            | 30 settembre 2022 | 4 agosto 2023   |
| 4  | DNA Of A Murderer | Il DNA di un assassino | 14 ottobre 2022   | 4 agosto 2023   |
| 5  | The Trial         | Il processo            | 21 ottobre 2022   | 11 agosto 2023  |
| 6  | Swansong          | Il canto del cigno     | 28 ottobre 2022   | 11 agosto 2023  |

## Anello di fuoco
- Titolo originale: Ring of Fire
- Diretto da:
- Scritto da:

## Omicidi in maschera
- Titolo originale: The Mask Murders
- Diretto da:
- Scritto da:

## La famiglia
- Titolo originale: The Family
- Diretto da:
- Scritto da:

## Il DNA di un assassino
- Titolo originale: DNA Of A Murderer
- Diretto da:
- Scritto da:

## Il processo
- Titolo originale: The Trial
- Diretto da:
- Scritto da:

## Il canto del cigno
- Titolo originale: Swansong
- Diretto da:
- Scritto da: